# Michalinów Trąbczyński
Michalinów Trąbczyński (daw. Emilienheim) – kolonia w Polsce położona w województwie wielkopolskim, w powiecie słupeckim, w gminie Zagórów.
Do 2023 miejscowość nazywała się Michalinów często określany k. Trąbczyna.
Za Królestwa Polskiego siedziba gminy Emilienheim.
W latach 1975–1998 miejscowość administracyjnie należała do województwa konińskiego.